# Atyria limbata
Atyria limbata là một loài bướm đêm trong họ Geometridae.